# Cyril Bessy
Cyril Bessy (Villefranche-sur-Saône, 29 de maig de 1986) és un ciclista francès, que fou professional del 2009 al 2013. Del seu palmarès destaca la Clàssica Loira Atlàntic del 2009.

## Palmarès
- 2008
  - Vencedor d'una etapa al Tour del País de Savoia
- 2009
  - 1r a la Clàssica Loira Atlàntic
- 2010
  - Vencedor d'una etapa al Tour d'Alsàcia

### Resultats a la Volta a Espanya
- 2013. Abandona (14a etapa)